# Beli javor
Beli javor (znanstveno ime Acer pseudoplatanus), znan tudi pod imenom gorski javor, je listopadno drevo iz družine sapindovk.

## Opis
Vrstno ime drevesa izvira iz podobnosti listov belega javorja z listi platane, zaradi česar ti dve drevesi ljudje pogosto zamenjujejo. 
Beli javor zraste do 40 metrov v višino in lahko doseže veliko starost. Deblo drevesa je ravno in pogosto kmalu razvejano, pokrito pa je s sivim in sprva gladkim lubjem, ki pri starejših drevesih razpoka na široke luskaste plošče. Krošnja je velika in pravilno oblikovana.
Listi so enostavni petkrpi z neenakomerno narezanim robom, na veje pa so nameščeni na dolgih pecljih nasprotno. Zgornja stran je temno zelene barve, spodnja pa je sivkasto zelena in ob listnih žilah dlakava. Med rastjo se oblika listov nenehno spreminja, z njimi pa se prehranjujejo gosenice mnogih vrst metuljev. 
Cvetovi so drobni in zeleno rumeni, združeni pa so v grozdasta socvetja. Oplojeni cvetovi se razvijejo v krilata semena s krili nameščenimi v obliki črke V. Plodovi so v socvetjih nameščeni na kratkih pecljih rdečkaste barve, dozoreli pa odpadejo in odjadrajo s pomočjo vetra.

## Razširjenost in uporabnost
Beli javor je po Evropi zelo razširjena drevesna vrsta, katere življenjski prostor se razteza od Pirenejev na zahodu pa vse do Kavkaza in Perzije na vzhodu. Najbolje uspeva na zmerno vlažnih apnenčastih tleh z globoko in rodovitno prstjo.
Razmnožuje se s semeni in s korenikami, njegov les pa je bledo rumenkast, trpežen in svetleč, zaradi česar se veliko uporablja pri izdelavi furnirja in za pohištvo, pa tudi za izdelavo glasbil in parketa.
V večjih čistih gozdovih belega javorja čebelarji pogosto pasejo čebele, saj so cvetovi bogati z nektarjem, med iz tega drevesa pa je svetel in izjemno okusen.
Zaradi odpornosti na sol ga pogosto sadijo v mestih in ob ceste, kjer s svojo gosto krošnjo ustavlja sunke vetra, soljenje cest pa temu drevesu pozimi ne škoduje.